# فرودگاه سن جزح (میندرو)
فرودگاه سن جزح (میندرو) (به انگلیسی: San Jose Airport (Mindoro)) (به زبان بومی: Paliparan ng San Jose) یک فرودگاه همگانی مسافربری با کد یاتا SJI است که یک باند فرود بتن دارد و طول باند آن ۱۸۳۶ متر است. این فرودگاه در کشور فیلیپین قرار دارد و در ارتفاع ۴ متری از سطح دریا واقع شده است.

## شرکت‌های هواپیمایی و مقصدهای پروازی

### مسافری
| شرکت‌های هواپیمایی          | مقصدهای پروازی |
| -------------------------- | -------------- |
| سبو پسیفیک اجرا توسط Cebgo | نینوی آکوئینو  |